# Royal Hawaiian Hotel
El Royal Hawaiian Hotel es un hotel de lujo frente al mar ubicado en Waikiki en Honolulu, Hawaii, en la isla de Oahu. Es parte de la marca The Luxury Collection de Marriott International. Uno de los primeros hoteles establecidos en Waikiki, el Royal Hawaiian es considerado uno de los hoteles más lujosos y famosos del turismo hawaiano, y en sus 95 años de historia ha sido sede de numerosas celebridades y dignatarios mundiales. El tono rosa brillante de su fachada de estuco de hormigón con su arquitectura de estilo español / morisco y su ubicación prominente en la amplia playa de arena le han valido el apodo aliterado de "El Palacio Rosa del Pacífico".

## Historia
Con el éxito de los primeros esfuerzos de Matson Navigation Company para proporcionar viajes en vapor a las familias más ricas de Estados Unidos en ruta a Hawái, se construyó una serie de hoteles turísticos en Honolulu a principios del siglo XX, incluido el Moana Hotel (1901) y Honolulu Seaside Hotel, ambos en Waikiki Beach, y Alexander Young Hotel en el centro de Honolulu (1903). En la década de 1920, todos eran propiedad de Territorial Hotel Company.
En 1925, con el rápido crecimiento del turismo en Hawái, Matson Line se asoció con Castle & Cooke, una de las cinco grandes empresas territoriales de Hawái. Formularon un "gran esquema" para hacer de las islas un destino de lujo. Construirían el transatlántico más rápido, más seguro y más caro jamás construido para el servicio hawaiano (el SS Malolo); un hotel de lujo en la playa para atender a los pasajeros del transatlántico; y un club de golf exclusivo para los huéspedes del hotel (el Waialae Country Club).
Como Matson y Castle & Cooke nunca habían operado hoteles, compraron Territorial Hotel Company para administrar el nuevo hotel y luego demolieron el Honololu Seaside Hotel de la compañía. En su sitio, contrataron a la aclamada firma de Nueva York Warren and Wetmore para diseñar el Royal Hawaiian Hotel. El extenso complejo de fachada de hormigón de estuco rosa de estilo español / morisco, construido a un costo de más de $ 4 millones (precios de 1927), estaba rodeado por un jardín paisajístico de quince acres (60,700 m²). El diseño en forma de H presentaba 400 habitaciones, cada una con baño y balcón.
El Royal Hawaiian abrió el 1 de febrero de 1927 con una gala de etiqueta a la que asistieron más de 1200 invitados y rápidamente se convirtió en un ícono de los días de gloria de Hawái. El hotel fue un gran éxito y en 1928 las islas contaron con más de 20.000 visitantes por primera vez. Sin embargo, la Gran Depresión golpeó en 1929 y destruyó el turismo. En 1933, Territorial Hotel Company se disolvió, Matson asumió el control de sus hoteles a través de su división Hawaii Properties Ltd. y Castle & Cooke canceló su inversión. En 1941, Hawaii Properties Ltd. se disolvió y Matson asumió el control directo del hotel.
Durante la Segunda Guerra Mundial, el Royal Hawaiian fue utilizado exclusivamente por el ejército estadounidense como centro de R&R. Barreras de alambre de púas bloqueaban el acceso desde las playas adyacentes.
El hotel recuperó gran parte de su clientela después de 1945. Se vendió, junto con el resto de los hoteles de Matson en Hawái, a los hoteles Sheraton en 1959. 
Durante la década de 1960, el "Palacio Rosa" fue sede del "Concierto del Mar" que se transmite diariamente a través de la Red de Radio de las Fuerzas Armadas (AFN).
En septiembre de 1974, los hermanos-hombres de negocios japoneses Kenji Osano y Masakuni Osano compraron el Royal Hawaiian Hotel de ITT Sheraton. Formaron Kyo-ya Company Ltd, una subsidiaria de Kokusai Kogyo Company Ltd como la entidad corporativa para administrar todos sus hoteles.
Después de la muerte de los hermanos Osano, Takamasa Osano heredó sus propiedades.
El terreno sobre el que está construido el hotel es propiedad de Kamehameha Schools, que arrienda el terreno.
El Royal Hawaiian cerró el 1 de junio de 2008 por reformas. Reabrió el 20 de enero de 2009 como miembro de The Luxury Collection. En 2010 se completó una renovación extendida de Royal Beach Tower.
El Royal Hawaiian Hotel es miembro de Historic Hotels of America, el programa oficial del National Trust for Historic Preservation.

## Arquitectura
La estructura de seis pisos tiene 400 habitaciones. Fue diseñado en los estilos español y morisco con fachadas de estuco. Su diseño estuvo influenciado por la estrella y leyenda del cine de Hollywood Rodolfo Valentino y sus películas árabes. Las cúpulas se crearon para parecerse a los campanarios del estilo de las misiones españolas. Los arquitectos fueron Warren y Wetmore de la ciudad de Nueva York.
Las salas públicas del hotel fueron redecoradas en 1946 por Frances Elkins, la hermana del arquitecto David Adler.

## En la cultura popular
El hotel ha aparecido en numerosos proyectos de medios.

### En películas
- El hotel se utilizó en la película de Charlie Chan de 1931 El camello negro .
- El vestíbulo del hotel se utilizó en la película de 1952 Big Jim McLain .
- El hotel apareció en el cortometraje teatral de dibujos animados / dibujos animados de Tom y Jerry de 1952 Cruise Cat .
- Película de 1962 Gidget Goes Hawaiian.
- Película de 1978 Goin' Coconuts.
- Película de 2002 Punch-Drunk Love.
- Película Big Eyes de 2014.
- El hotel fue mencionado en la película de 1953 " De aquí a la eternidad " del personaje de Burt Lancaster, el sargento. Guardián. La película tuvo lugar en 1941, por lo que la referencia al Royal Hawaiian Hotel fue en el contexto de 1941, no de 1953, cuando se hizo la película.

### En la televisión
- El exterior del hotel apareció en el drama de procedimiento de 1968-1980 Hawaii Five-O.
- Episodio de 1977 de Charlie's Angels "Angels in Paradise".
- Episodio de 1979 Eight Is Enough "Fathers and Other Strangers", Partes 1 y 2.
- Apareció en dos episodios de la serie Murder She Wrote.
- Episodio de 2002 "The Kyles Go To Hawaii" de My Wife and Kids.
- El estreno de la sexta temporada de Mad Men en 2013, " The Doorway ".

### En música
- Se hace referencia al hotel en la canción Big Yellow Taxi de Joni Mitchell de 1970 (como el "hotel rosa").

### en videojuegos
- El hotel apareció en el nivel de Hawái en Tony Hawk's Underground, lanzado en 2003 para PS2, Xbox y GameCube.

### En libros y novelas.
- El hotel aparece en la novela de AA Fair de 1953 "Algunas mujeres no esperarán" (serie Cool and Lam)

## Otras lecturas
- Glen Grant (1996). Waikīkī Yesteryear. Mutual Publishing Co. ISBN 1-56647-107-9.
- Don Hibbard and David Franzen (1995). The View from Diamond Head: Royal Residence to Urban Resort. Editions Ltd. ISBN 0-915013-02-9.
- George S. Kanahele (1996). Waikīkī, 100 BC to 1900 AD: An Untold Story. University of Hawaiʻi Press. ISBN 0-8248-1790-7.

## Galería

The Royal Hawaiian
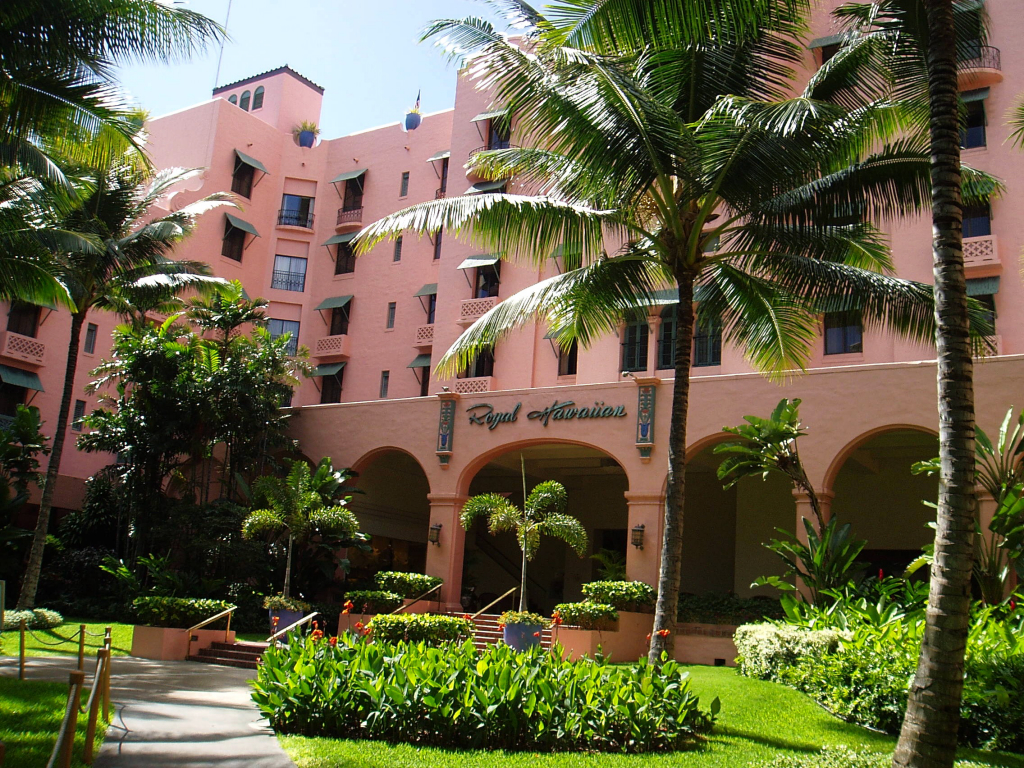
El hawaiano real
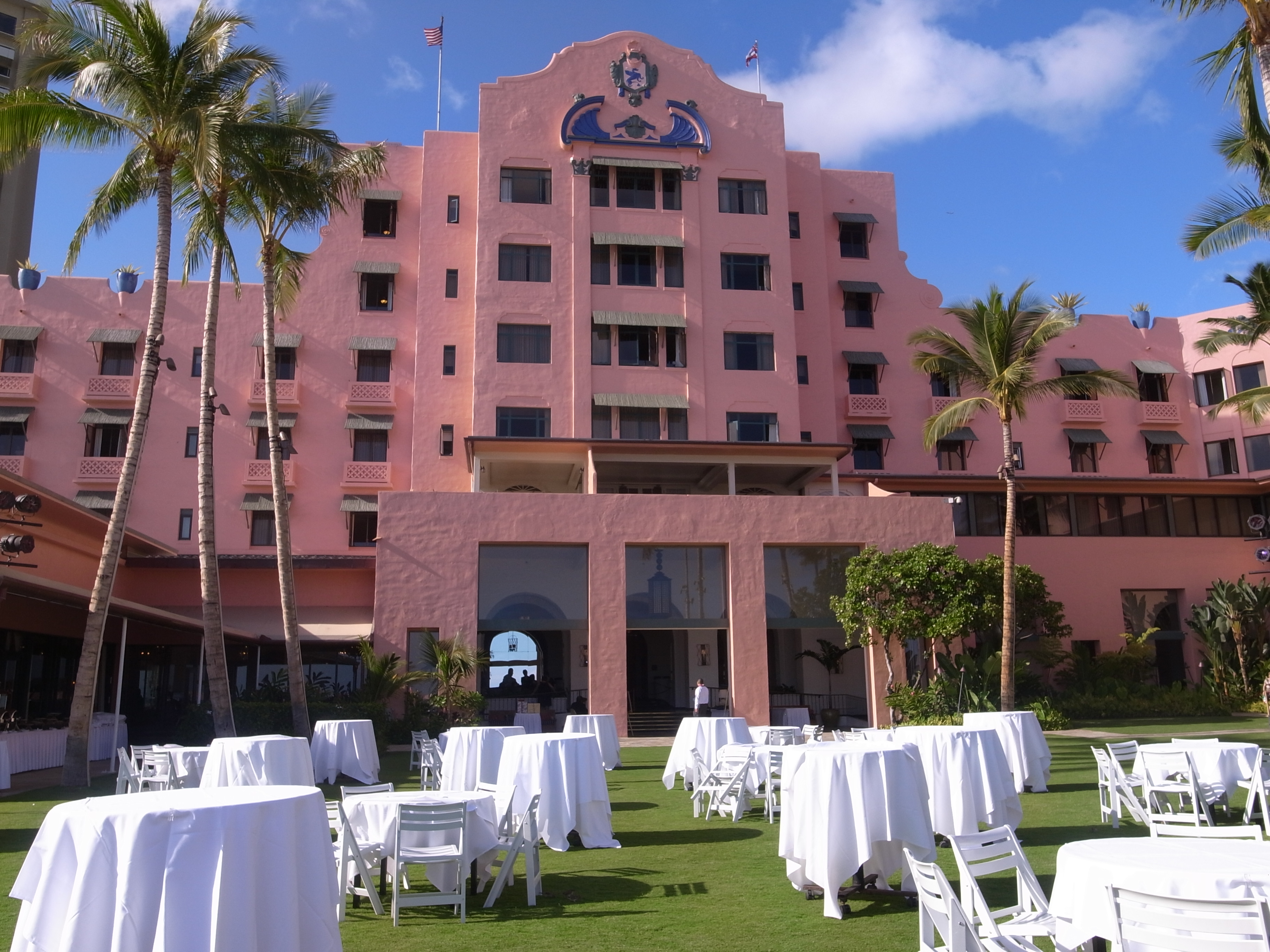
El hawaiano real
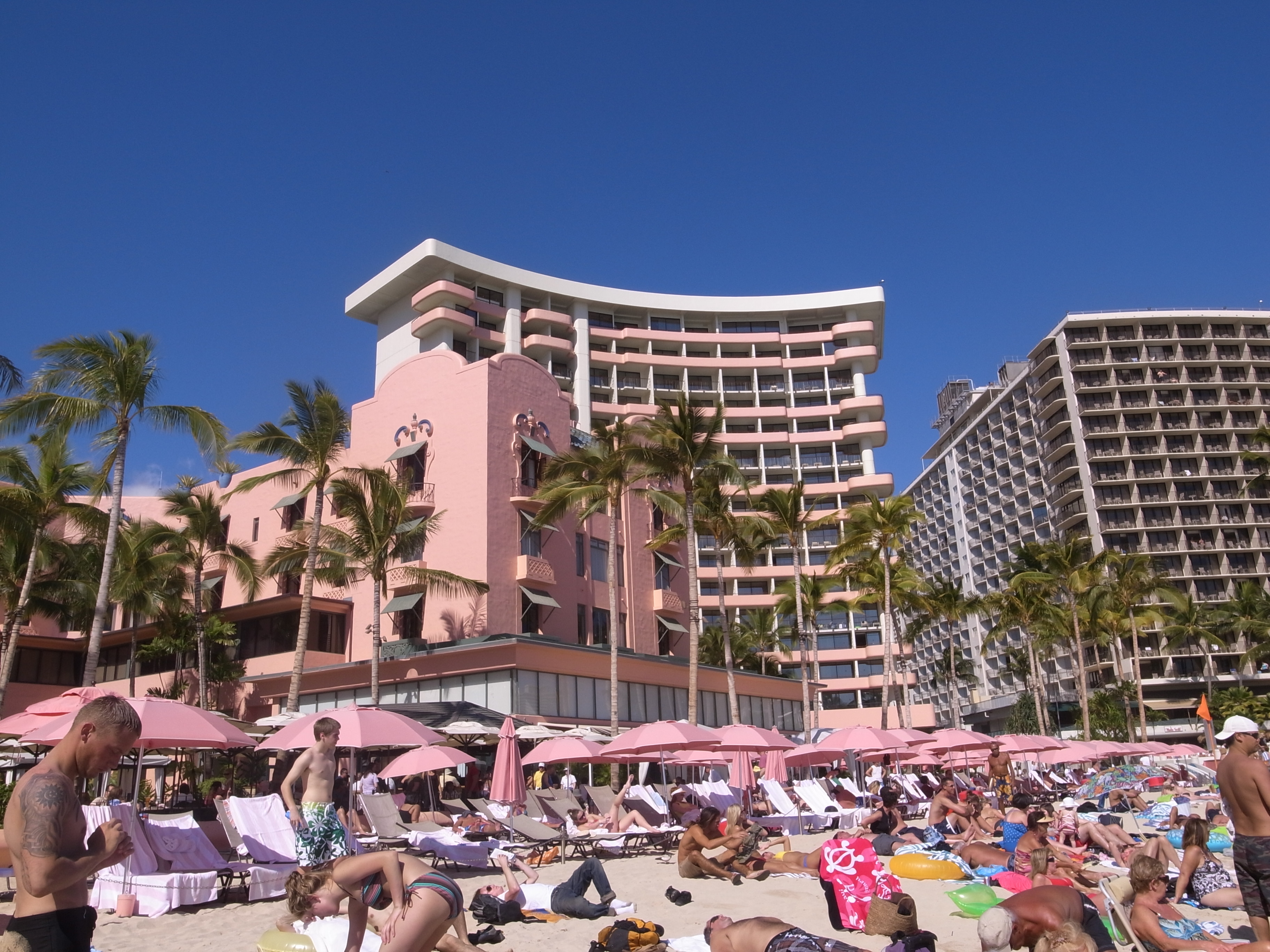
Royal Hawaiian visto desde la playa de Waikiki
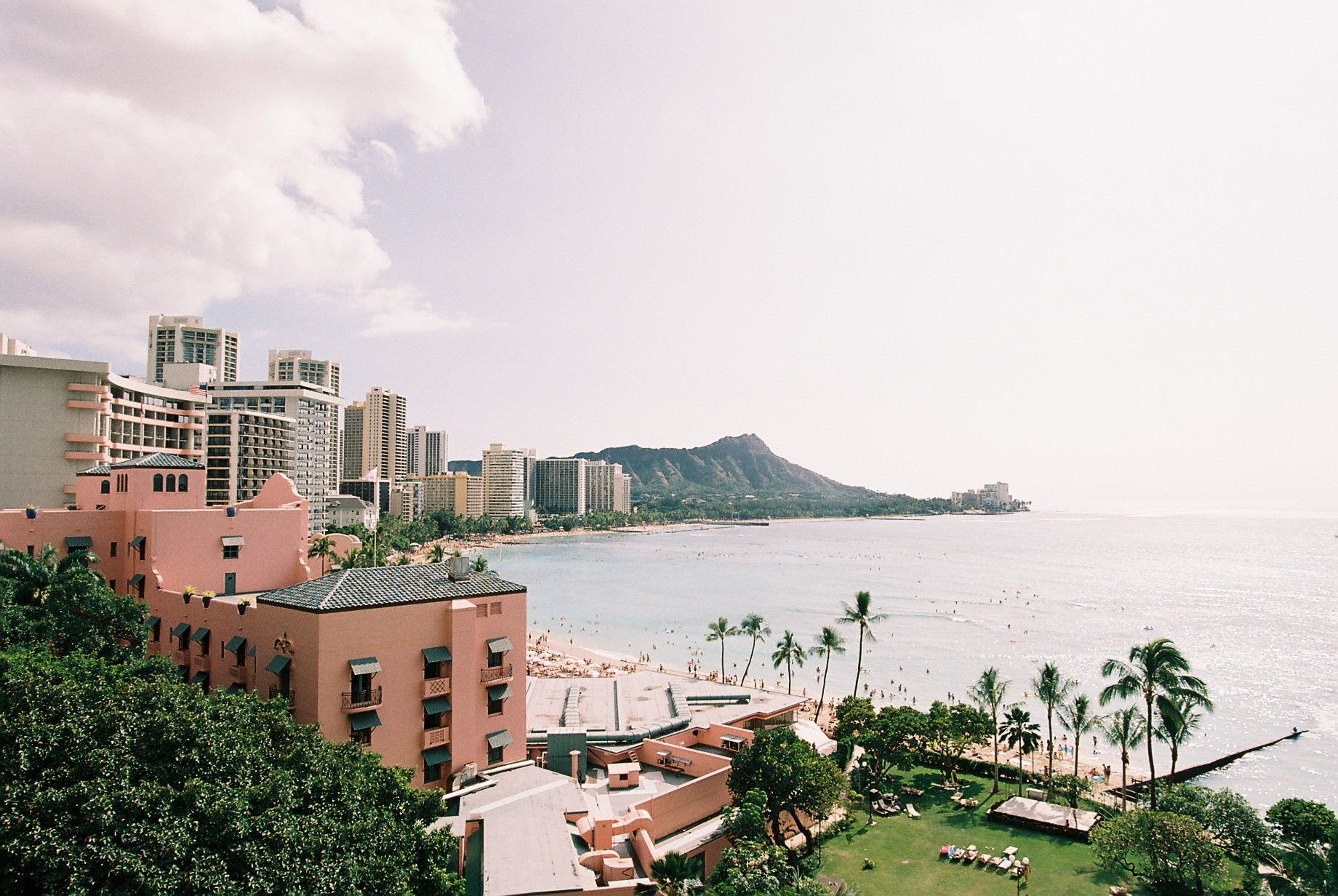
El Royal Hawaiian y Diamond Head, visto desde el Sheraton Waikiki
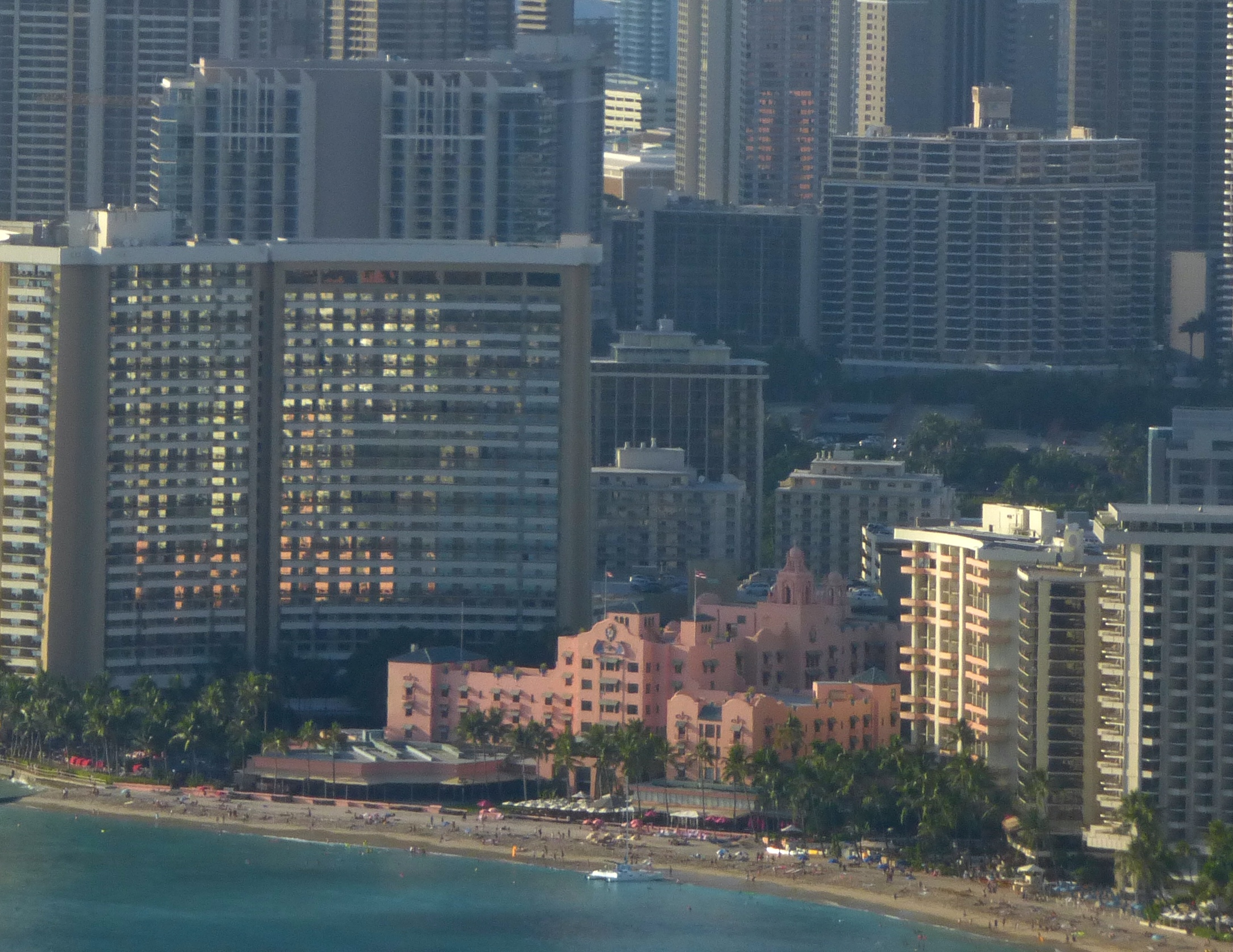
The Royal Hawaiian, con el moderno Sheraton Waikiki a sus espaldas
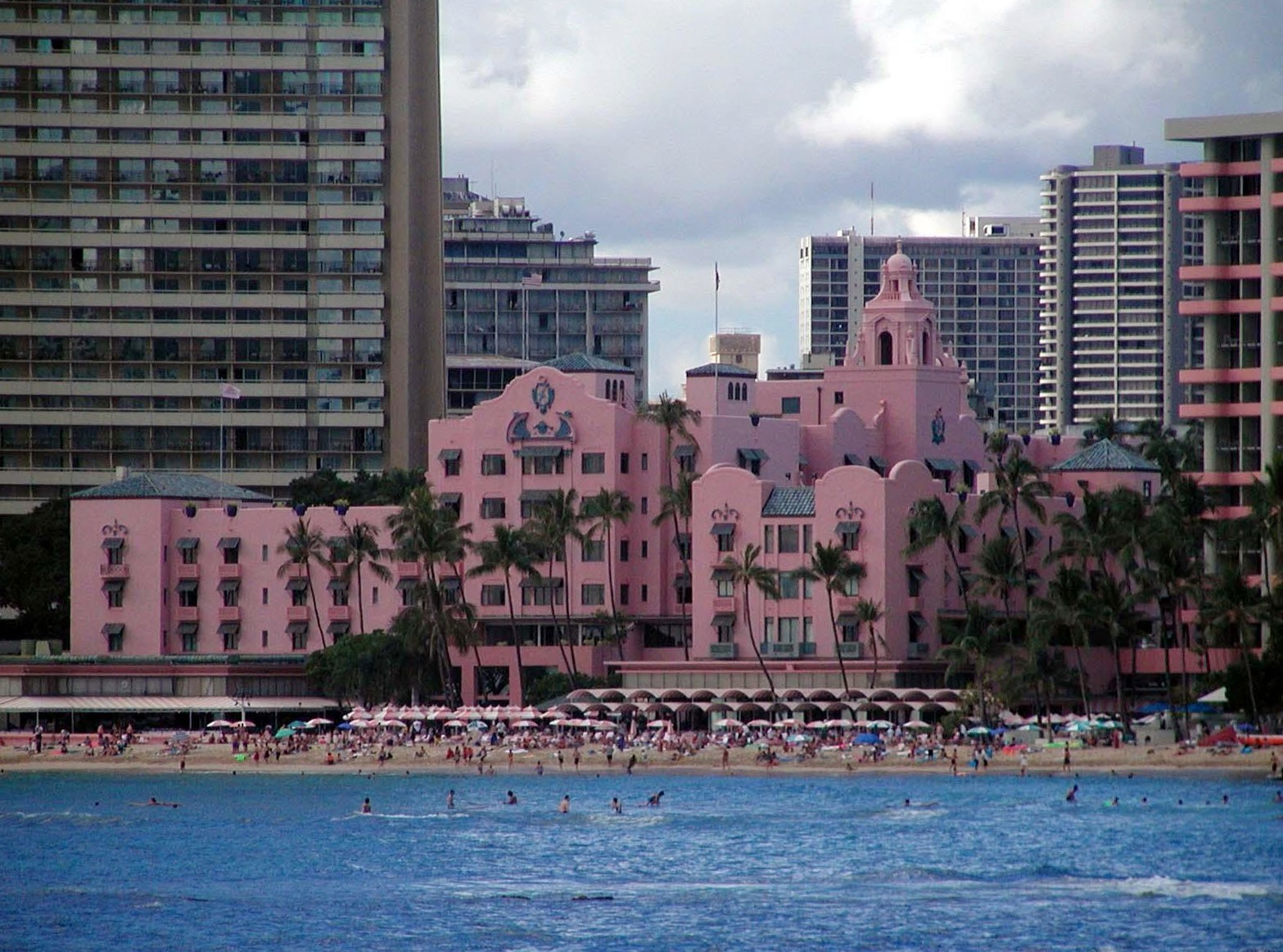
El Royal Hawaiian, visto desde el mar
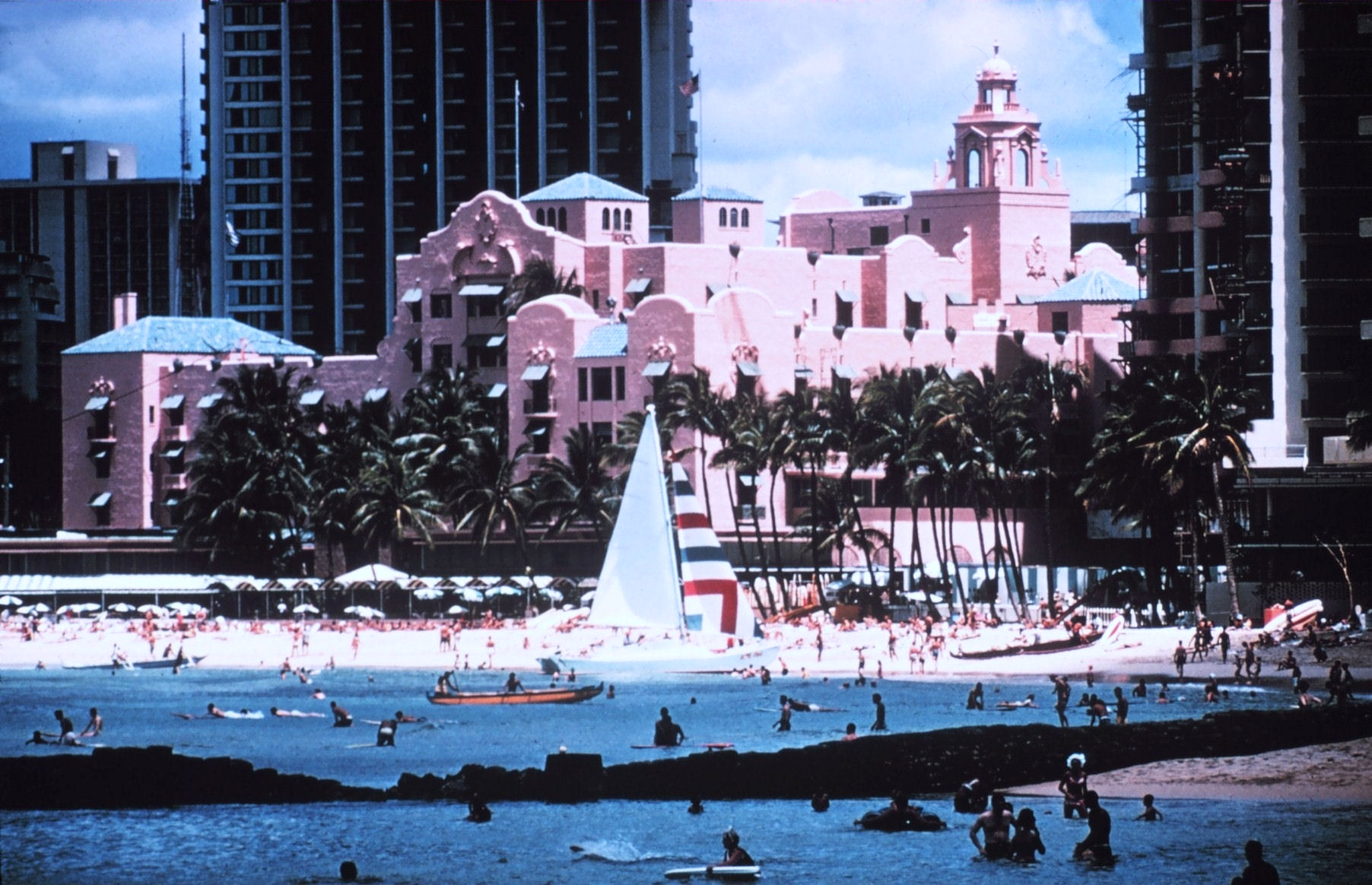
La misma vista en 1969.